# Ескадрені міноносці типу «G» (1944)
Ескадрені міноносці типу G (англ. G-class destroyer) — клас військових кораблів з 8 ескадрених міноносців, що планувалися до випуску британськими суднобудівельними компаніями наприкінці Другої світової війни. Проєкт було скасовано.

## Ескадрені міноносці типу «Вепон»

### Королівський військово-морський флот Великої Британії
| Корабель  | Номер вимпелу | Виготовлювач                           | Закладено | Спущено      | У строю      | Статус                        |
| --------- | ------------- | -------------------------------------- | --------- | ------------ | ------------ | ----------------------------- |
| Gael      | G07           | Yarrow Shipbuilders, Скотстон          | 1944      | не спускався | не завершено | 13 грудня 1945 року скасоване |
| Gallant   | G03           | Yarrow Shipbuilders, Скотстон          | 1944      | не спускався | не завершено | 13 грудня 1945 року скасоване |
| Gauntlet  | G59           | John I. Thornycroft & Company, Вулстон | 1944      | не спускався | не завершено | 13 грудня 1945 року скасоване |
| Guernsey  | G19           | William Denny and Brothers, Дамбартон  | 1944      | не спускався | не завершено | 13 грудня 1945 року скасоване |
| Glowworm  | G45           | John I. Thornycroft & Company, Вулстон | 1944      | не спускався | не завершено | 13 грудня 1945 року скасоване |
| Grafton   | G76           | J. Samuel White, Вайт                  | 1944      | не спускався | не завершено | 13 грудня 1945 року скасоване |
| Greyhound | G88           | J. Samuel White, Вайт                  | 1944      | не спускався | не завершено | 13 грудня 1945 року скасоване |
| Gift      | G67           | William Denny and Brothers, Дамбартон  | 1944      | не спускався | не завершено | 13 грудня 1945 року скасоване |